# Priapisme
Priapisme (oldgræsk: πριαπισμός) er en potentiel skadelig tilstand med vedvarende erektion uden hverken fysisk, psykologisk eller erotisk stimulering, ofte ledsaget af smerte. Priapisme kræver behandling efter omkring fire timer eftersom blodet i penis ikke skiftes ud med friskt blod, ligesom vævet i penis kan blive permanent skadet. 
Navnet er et eponym efter den græske daimon Priapus. Det kvindelige sidestykke benævnes klitorisme.